# Němčice (district de Prachatice)
Pour les articles homonymes, voir Němčice.
Němčice (en allemand : Niemtschitz) est une commune du district de Prachatice, dans la région de Bohême-du-Sud, en République tchèque. Sa population s'élevait à 189 habitants en 2023.

## Géographie
Němčice se trouve à 17 km au nord-ouest de České Budějovice, à 20 km à l'est de Prachatice et à 117 km au sud de Prague.
La commune est limitée par Mahouš au nord, par Sedlec au nord-est, par Radošovice à l'est et au sud-est, par Strýčice et Chvalovice au sud, et par Babice à l'ouest.

## Histoire
La première mention écrite de la localité date de 1200.

## Administration
La commune se compose de deux sections :
- Němčice
- Sedlovice

## Galerie

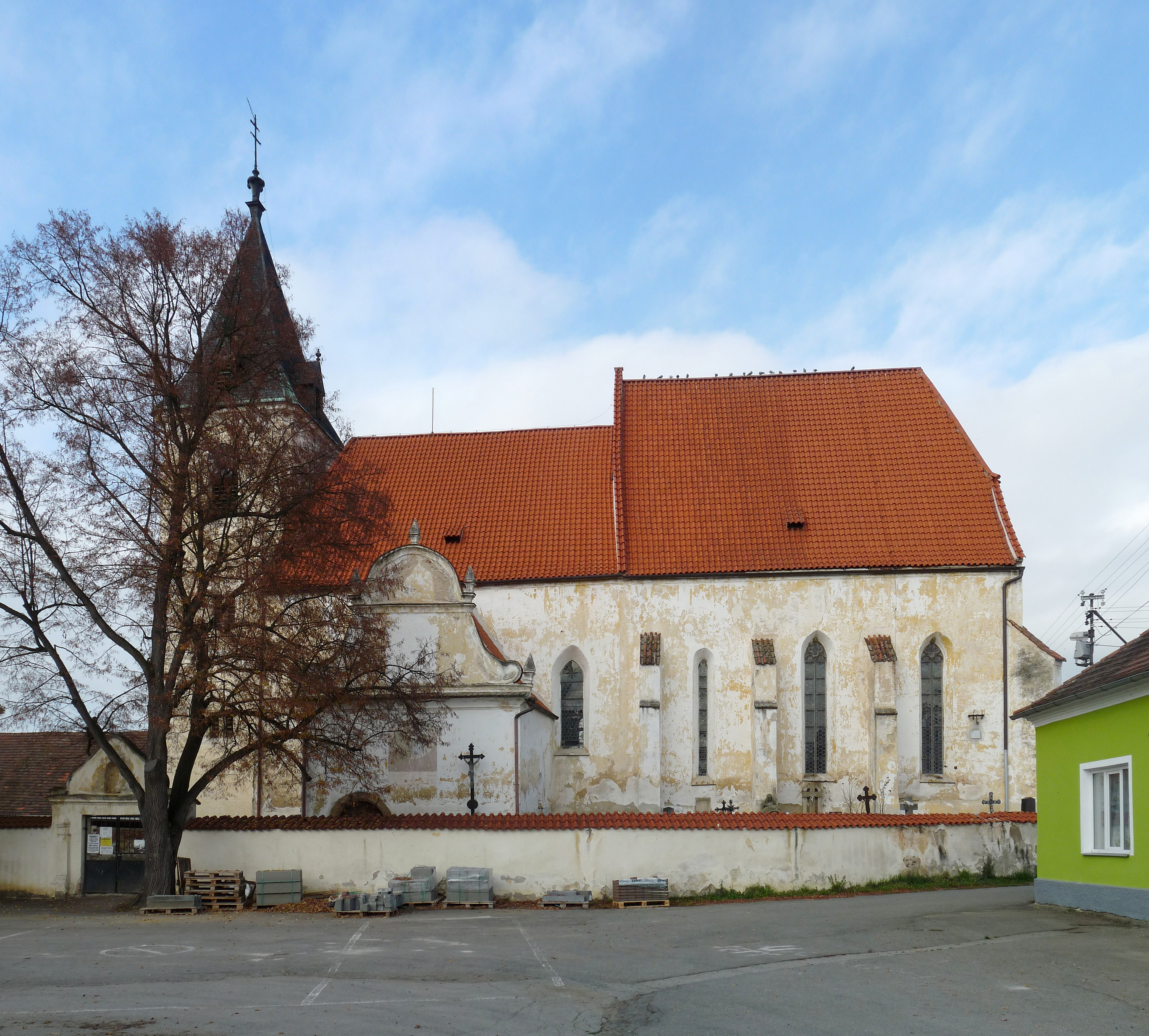
Église Saint-Nicolas.
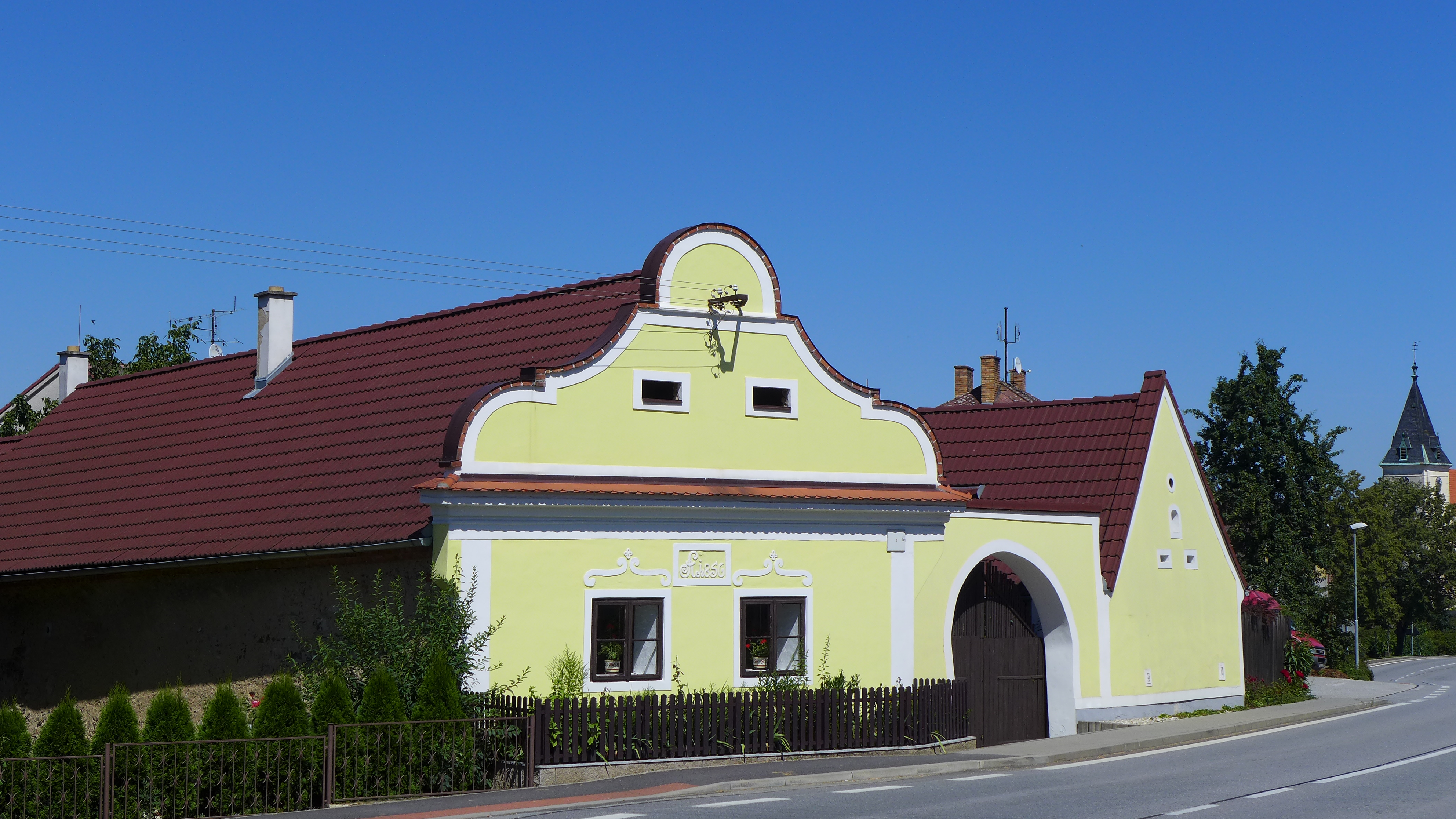
Maison rurale.

## Transports
Par la route, Němčice se trouve à 7 km de Netolice, se trouve à 20 km de Ceské Budejovice, à 26 km de Prachatice et à 184 km de Prague.